# Stachowicze
Stachowicze (biał. Стахавічы; ros. Стаховичи) – wieś na Białorusi, w obwodzie brzeskim, w rejonie pińskim, w sielsowiecie Duboja, nad Piną.

## Historia
Wspominane w 1522 jako królewszczyzna. W XIX w. i w międzywojniu wieś i majątek ziemski. Istniał tu dwór. Ostatni właściciel tutejszego majątku Włodzimierz Teodorowicz prawdopodobnie został zamordowany przez Sowietów. Jego nazwisko widnieje na Białoruskiej Liście Katyńskiej.
W dwudziestoleciu międzywojennym leżały w Polsce, w województwie poleskim, w powiecie pińskim, w gminie Żabczyce. Po II wojnie światowej w granicach Związku Sowieckiego. Od 1991 w niepodległej Białorusi.